# Scolobates marshalli
Scolobates marshalli är en stekelart som beskrevs av Vollenhoven 1878. Scolobates marshalli ingår i släktet Scolobates och familjen brokparasitsteklar. Inga underarter finns listade i Catalogue of Life.